# Jetmir Nina
Jetmir Nina (Tirana, 21 maggio 1986) è un ex calciatore albanese, di ruolo difensore.